# Charing Cross (metropolitana di Londra)
Charing Cross è una stazione della metropolitana di Londra, situata all'incrocio tra le linee Northern e Bakerloo.

## Storia
Le stazioni presenti sulle linee Bakerloo e Northern originariamente erano due stazioni separate, unite solo dopo la creazione della linea Jubilee. Inoltre la stazione ha cambiato nome diverse volte.
La prima parte del complesso, la stazione presente sulla Bakerloo, è stata aperta il 10 marzo 1906 dalla Baker Street & Waterloo Railway (BS&WR) con il nome di Trafalgar Square.
La stazione presente sulla Northern invece venne aperta il 22 giugno 1907 dalla Charing Cross, Euston and Hampstead Railway (CCE&HR) con il nome di Charing Cross. Anche se entrambe le stazioni erano gestite dalla Underground Electric Railways Company of London, non vi era alcun collegamento diretto fra di loro e i passeggeri per poter passare da una stazione all'altra erano costretti ad utilizzare una coppia di ascensori per poter andare sulla superficie e poi proseguire a piedi. Nel tentativo di migliorare le capacità di interscambio, la CCE&HR estese Charing Cross per un breve tratto a sud per collegare la stazione con la linea District. La stazione d'interscambio fra la Bakerloo e la District viene riconosciuta come Charing Cross (Embankment), mentre l'originaria stazione di Charing Cross venne rinominata in Charing Cross (Strand).
Questi nomi durarono per poco tempo: infatti il 9 maggio 1915 la stazione di Charing Cross (Strand) venne rinominata Strand mentre Charing Cross (Embankment) cambiò il suo nome in Charing Cross. Inoltre venne cambiato anche il nome della stazione di Strand sulla linea Piccadilly in Aldwych per evitare confusione. La piattaforma sulla Northern di Strand venne chiusa il 4 giugno 1973 per consentire la costruzione della nuova piattaforma della stazione sulla Jubilee. Inoltre, in previsione della costruzione della nuova piattaforma, il nome della stazione di Charing Cross di quel tempo (l'attuale Embankment) venne cambiato in Charing Cross Embankment. Le piattaforme sulla Jubilee e la rinnovata piattaforma sulla Northern (chiusa dal 4 giugno) aprirono il 1º maggio 1979, data dove ad entrambe le stazioni (Strand e Charing Cross Embankment) venne dato il nome attuale, rispettivamente Charing Cross ed Embankment.
Anche se la stazione di Charing Cross fu costruita come il capolinea meridionale della linea Jubilee, era già in previsione l'estensione della linea fino a Lewisham, a sud est di Londra. I tunnel sono stati quindi costruiti oltre la stazione di Charing Cross, anzi, quasi fino alla stazione di Aldwych che secondo i piani doveva essere la prossima tappa sulla linea. La successiva rigenerazione dei London Docklands nell'East End di Londra fra il 1980 e il 1990 richiese supplementari stazioni e quindi la Jubilee fu estesa fino a Green Park per poi proseguire fino a Westminster, Waterloo e London Bridge per poi servire anche le aree di Greenwich ed i dintorni.
La costruzione dei nuovi tunnel proseguì e, dopo la costruzione del tratto fra Green Park e Waterloo, la piattaforma di Charing Cross sulla linea Jubilee fu chiusa al pubblico. Tuttavia è possibile vedere la piattaforma attraverso le porte chiuse in fondo alle scale mobili della sala biglietteria.

## Interscambi
La stazione consente l'interscambio con la stazione ferroviaria di Charing Cross della National Rail.
Nelle vicinanze della stazione effettuano fermata numerose linee urbane automobilistiche, gestite da London Buses.
- Stazione ferroviaria (stazione di Charing Cross - linee nazionali)
- Fermata autobus